# Yunganastes mercedesae
Yunganastes mercedesae е вид жаба от семейство Craugastoridae.

## Разпространение
Видът е разпространен в Боливия.